# پاتریک فیشلر
پاتریک فیشلر (انگلیسی: Patrick Fischler؛ زادهٔ ۲۹ دسامبر ۱۹۶۹) هنرپیشه اهل ایالات متحده آمریکا است. وی از سال ۱۹۹۴ میلادی تاکنون مشغول فعالیت بوده‌است.
از فیلم‌هایی که وی در آن نقش داشته‌است می‌توان به سرعت، کوکب سیاه، یکی باید کوتاه بیاید، شماره یک: پول، گردباد، مدرسه قدیمی، شام برای احمق‌ها، شنا با کوسه‌ها، باک هورد بلندمرتبه، بیگ‌سور، گاردن پارتی، و ۲ اسلحه اشاره کرد.
وی همچنین به عنوان بازیگر مهمان در یک قسمت سریال گریم ایفای نقش کرده است.